# 四网融合
四网融合（Quadruple Play，简称Quad Play）是电信领域的一个营销术语，指将三网融合（宽带、电视和电话）与无线服务相结合的服务组合。 此服务组合有时也被称为“神奇四合一”（The Fantastic Four）。
四网融合不仅体现了技术融合的趋势，还涉及从大型互联网骨干服务商到小型初创公司的多样化利益相关者群体。
随着LTE等技术的快速发展，无线链路在不同速度、距离以及非视距传播条件下传输信息的能力也在持续提升。
“无线服务”部分指订户购买类似于移动电话服务的能力，常见于共生市场理论中地面服务提供商的合作。此外，这也反映了用户希望在移动电话中通过无线方式获得语音、互联网及视频/内容服务，而无需通过电缆连接网络的需求。

## 公司
在英国，NTL和Telewest与Virgin Mobile合并后成立了Virgin Media，提供“电视、宽带、固话和移动电话”的四网融合，部分套餐的价格低至每月30英镑。该服务被宣传为“客户从一个提供商那里获取所有家庭通信的最简单方式”。 BT集团在2015年3月推出其四网融合，并在收购EE之前通过EE网络运行其移动服务。
在香港，电讯盈科（PCCW）声称是“香港唯一提供真正四网融合体验的运营商”。 2016年，香港宽频（HKBN）以具有颠覆性的定价策略进入四网融合市场。
在美国，许多电信公司如AT&T、Verizon、CenturyLink、Cincinnati Bell、夏威夷电信、Consolidated Communications（原SureWest）以及过去的BellSouth、Embarq、Qwest和Cox（在部分市场）都提供四网融合捆绑。康卡斯特旗下的Xfinity于2017年推出了Xfinity Mobile，这是一种基于Verizon Wireless网络的移动虚拟运营商服务。